# Virginia (Illinois)
Virginia – miasto w Stanach Zjednoczonych, w stanie Illinois, w hrabstwie Cass.